# Linia kolejowa Rozdzielna – Kuczurhan
Linia kolejowa Rozdzielna – Kuczurhan – linia kolejowa na Ukrainie łącząca stację Rozdzielna I ze stacją Kuczurhan i granicą państwową de iure z Mołdawią, de facto z Naddniestrzem. Zarządzana jest przez dyrekcję odeską Kolei Odeskiej (oddział ukraińskich kolei państwowych).
Znajduje się w obwodzie odeskim. Linia na całej długości jest dwutorowa i zelektryfikowana.

## Historia
Linia powstała w 1865 jako fragment drogi żelaznej Odessa – Korneszty.
Początkowo linia leżała w Imperium Rosyjskim, następnie w Związku Sowieckim. Od 1991 znajduje się na Ukrainie.